# Тоннель винчестерного типа
Тоннель винчестерного типа — тип тоннеля, характерен расположением частей тоннеля с разнонаправленным движением вертикально друг над другом (ярусами).

## Винчестерные тоннели в мире
Проект винчестерного тоннеля в Париже.

## Назначение

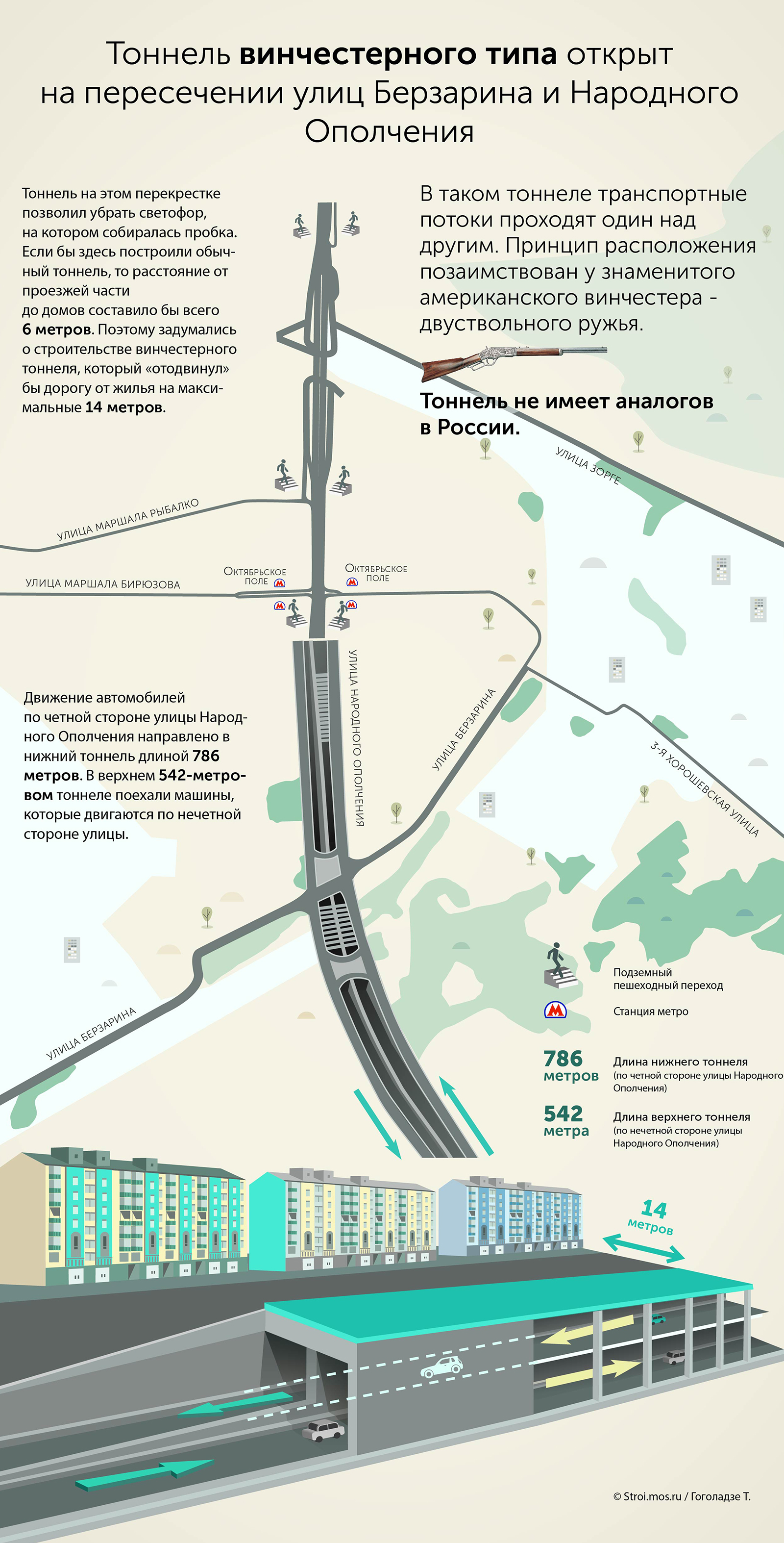
Карта Винчестерного тоннеля Северо-Западной хорды

Применение винчестерного типа тоннеля обуславливается задачей сузить ширину в условиях городской застройки.

## Особенности
При практической реализации возможны варианты только частичного перекрытия верхней части тоннеля над нижней, — со смещением от осевой линии (как это было сделано в Москве).

### Экономика
Бюджет в таких случаях сэкономить не удаётся — но это позволяет сэкономить пространство и отодвинуть стройку. (В Москве выигрыш по ширине составил 8 метров, по сравнению с типовым вариантом.)

### В России
Первый в России тоннель винчестерного типа — Винчестерный тоннель Северо-Западной хорды.